# 27088 Валмез
27088 Валмез (27088 Valmez) — астероїд головного поясу, відкритий 22 жовтня 1998 року.
Тіссеранів параметр щодо Юпітера — 3,463.
Названо на честь міста в Чехії Валашске Мезирічі (чеськ. Valašské Meziříčí).